# Darzamat
Darzamat est un groupe de metal symphonique gothique polonais, originaire de Katowice. Le nom du groupe vient de la mythologie lettone, désignant la déesse du jardin. Leur album, Solfernus'Path, est sorti en août 2009. En juin 2009, le groupe signe avec le label Massacre Records.

## Biographie

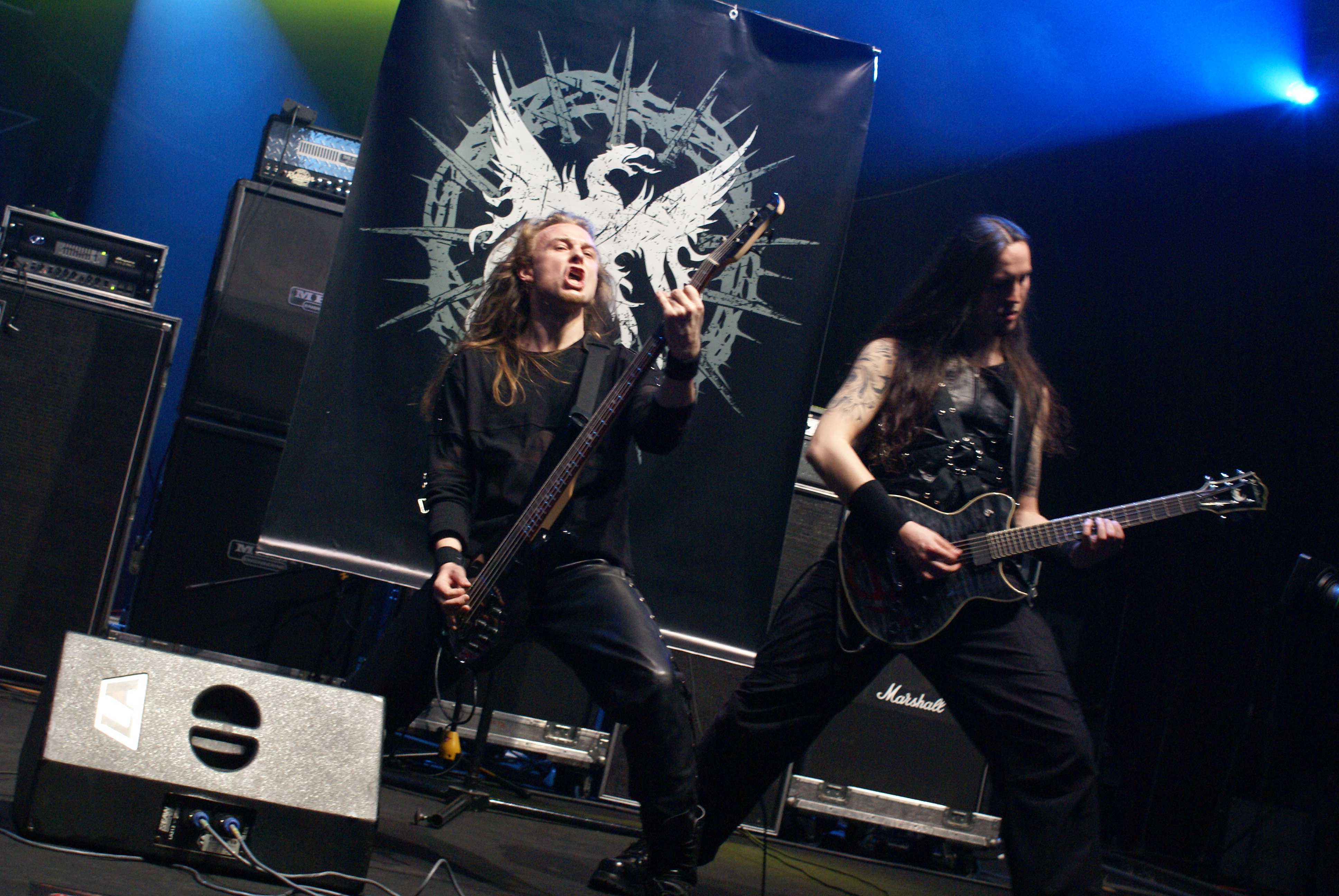
Krzysztof Bacchus Kłosek et Krzysztof Chris Michalak, 2007.

Le groupe est formé en 1995 à Katowice. En 1997, ils publient leur premier album intitulé In the Flames of Black Art au label Faithless Productions. En 1999, ils publient leur premier EP In the Opium of Black Veil chez Faithless Productions. Le 20 octobre 2002, ils signent au label Metal Mind Productions qui réédite leurs deux premiers albums In the Flames of Black Art et In the Opium of Black Veil. En 2003, ils signent au label italien Avantgarde Music et publient l'album Oniriad.
La même année, Darzamat se sépare du cofondateur et chanteur Szymon Strużek. Le nouveau guitariste du groupe deviendra Krzysztof « Chris » Michalak, et le chanteur deviendra Agnieszka « Nera » Górecka. En 2004, avec cette nouvelle formation, ils publient leur album intitulé SemiDevilish au label Metal Mind Productions. Le clip de la chanson In Red Iris est réalisé par Michała Sosny, et l'album est enregistré au Mular Studio. Pour la promotion de l'album, le groupe se lance dans des concerts en Pologne, Russie, Ukraine, Allemagne, France, Belgique, Estonie, aux Pays-Bas, en Italie, en République tchèque et en Slovaquie. Ils font également une escale au festival Metalmania en 2005. En décembre la même année, ils publient leur quatrième album, Transkarpatia au label Metal Mind Productions. Il est enregistré aux côtés de Jarosławem Tofilem et Andy LaRocque au studio Angered Recording.
La promotion de l'album s'effectue avec la réalisation du clip de The Burning Times par Beniamin Szwed. Au printemps 2005, le groupe joue dans plusieurs festivals européens incluant Wave Gotik Treffen en Allemagne, S-Hammer en Italie, Flammen Open Air et Nebelmond Party (en Allemagne), et Apocalyptic Form of Death en République Tchèque. Ils jouent au festival X-Mass avec Six Feet Under, Gorefest, Krisiun, Cataract et God Dethroned. En 2006, le signe à l'agence de concerts Creative Music.
En 2009, ils signent au label Massacre Records, et publient l'album Solfernus' Path.

## Membres

### Membres actuels
- Agnieszka « Nera » Górecka - chant, composition
- Rafał « Flauros » Góral - chant
- Krzysztof « Chris » Michalak - guitare
- Patryk « Spectre » Kumór - clavier

### Anciens membres
- Maciej « Darkside » Kowalski - percussions
- Krzysztof « Bacchus » Kłosek - basse
- Krystian « Bomba » Bytom - percussions
- Szymon « Darzamath » Struzek - basse, programmation
- Katarzyna « Kate » Banaszak - chant
- Damian « Daamr » Kowalski - guitare, basse, chant
- Tomasz « Golem » Dańczak - percussions
- Pawel Chudzicki - batterie

## Discographie

### Albums studio
- 1997 : In the Flames of Black Art
- 2003 : Oniriad
- 2004 : Semidevilish
- 2005 : Transkarpatia
- 2009 : Solfernus' Path
- 2020 : A Philosopher at the End of the Universe

### EP
- 1999 : 'In the Opium of Black Veil

## Clips
- 2006 : The Burning Times
- 2007 : 'Live Profanity (Visiting the Graves of Heretics)